# Arnfinn Nesset
Arnfinn Nesset (ur. 25 października 1936) – norweski seryjny morderca. Zamordował co najmniej 22 pacjentów w domu opieki, w którym pracował.
W 1983 roku Nesset został uznany za winnego otrucia 22 pacjentów w domu opieki w Orkdal, w którym pracował na stanowisku kierownika. Z wykształcenia był pielęgniarzem. Jak ustalono, wstrzykiwał pacjentom chlorek suksametonium. W czasie przesłuchania, Nesset przyznał, że zabijał pacjentów w wielu innych klinikach, w których pracował przed podjęciem pracy w Orkdal, jednak później wycofał to zeznanie. 
Nesseta oskarżono o dokonanie 27 morderstw, z czego udało się udowodnić aż 22. 11 marca 1983 roku został skazany przez sąd na 21 lat pozbawienia wolności (była to wówczas najsurowsza kara w Norwegii).
W 2004 roku został zwolniony z więzienia. Jak ustalono, Arnfinn Nesset zmienił nazwisko, ale nie wiadomo gdzie aktualnie mieszka.